# Elio Petri
Elio Petri, pseudonimo di Eraclio Petri (Roma, 29 gennaio 1929 – Roma, 10 novembre 1982), è stato un regista, sceneggiatore e critico cinematografico italiano.
Importante regista del cinema italiano, fu autore di opere di ispirazione civile e denuncia sociale, in cui mise in evidenza il tema del rapporto tra l'uomo e l'autorità. Il suo attore prediletto fu Gian Maria Volonté, che diresse nei film A ciascuno il suo (1967), Indagine su un cittadino al di sopra di ogni sospetto (1970), La classe operaia va in paradiso (1971) e Todo modo (1976).

## Biografia

### Infanzia e giovinezza
Eraclio "Elio" Petri nacque il 29 gennaio 1929 a Roma, in via dei Giubbonari, in una famiglia di artigiani: il nonno e il padre erano artigiani nel settore della lavorazione del rame. La madre lavorava in una latteria gestita da parenti. Insieme con loro viveva una nonna che ebbe una certa influenza sull'educazione di tipo repressivo ricevuta da Elio. Anche per questa ragione, da bambino Elio, figlio unico, trascorreva il suo tempo libero per strada.
Appena adolescente decise di abbracciare in maniera profonda gli ideali della sinistra, aderendo alla federazione giovanile del Partito Comunista Italiano (ritirerà l'adesione al partito dopo i fatti della rivolta ungherese firmando per il "Manifesto dei 101"; fu tuttavia tra i firmatari che ritrattarono, ritirando l'adesione, insieme allo storico Paolo Spriano, al pittore Lorenzo Vespignani, all'architetto Carlo Aymonino e allo scrittore Mario Socrate. Costoro motivarono la loro decisione per l'avvenuta diffusione del documento che, per quanto loro risultava, doveva invece rimanere un contributo per il dibattito interno). Ebbe un buon rapporto con il padre, con il quale la domenica spesso andava a nuotare nel Tevere. D'estate si recavano insieme anche al mare, a Ostia, dove trascorrevano l'intera giornata.
Petri dichiarerà in una intervista con Dacia Maraini che per la sua educazione ebbero influenza la madre per il lato affettivo, il padre come modello sociale e la nonna per il suo rigore morale. A quindici anni cominciò la sua passione per il giornalismo e per il cinema, che lo portò a iscriversi ai circoli del cinema e a scrivere sui bollettini delle associazioni cinematografiche. Successivamente, nel 1949, cominciò a scrivere su l'Unità, su Gioventù Nuova, come critico cinematografico.

### Gli esordi
Attraverso un amico, Petri conobbe il regista Giuseppe De Santis ("Il mio unico maestro del cinema è stato Peppe") che gli chiese una mano a condurre un'inchiesta, sotto forma di dossier di interviste, per un film che stava realizzando: Roma ore 11 (1952).
Fu tra i frequentatori dell'osteria Fratelli Menghi, noto punto di ritrovo per pittori, registi, sceneggiatori, scrittori e poeti tra gli anni quaranta e gli anni settanta. Tra il 1953 e il 1960, Petri incominciò a collaborare al soggetto e alla sceneggiatura di film di diversi registi: oltre al già citato Giuseppe De Santis, Giuseppe Amato, Guido Brignone, Aglauco Casadio, Veljko Bulajić, Enzo Provenzale, Carlo Lizzani, Gianni Puccini e Leopoldo Savona. In quegli stessi anni, condusse le prime esperienze di regia, realizzando due cortometraggi: Nasce un campione (1954) e I sette contadini (1957).
All'età di 32 anni girò il suo primo lungometraggio, L'assassino (1961), film, a tema poliziesco, di analisi psicologica che nonostante alcuni problemi con la censura fu accolto sotto buoni auspici. Il protagonista del film era Marcello Mastroianni del quale era diventato amico durante le riprese del film di Giuseppe De Santis Giorni d'amore. Nella sua prima opera sono già presenti i temi fondamentali del suo cinema: la nevrosi e il potere.

### DaI giorni contatiaUn tranquillo posto di campagna
Nel 1962, dopo aver sposato a Roma Paola Pegoraro, diresse I giorni contati, film che narra la crisi esistenziale di uno stagnaro romano e che si giovava di una grande prova attoriale di Salvo Randone, nel suo unico ruolo da protagonista al cinema. Nel suo terzo film lavorò con Alberto Sordi in Il maestro di Vigevano (1963), tratto dall'omonimo libro di Lucio Mastronardi.
Nel 1964, insieme con Giuliano Montaldo e Giulio Questi, si dedicò alla realizzazione di un documentario sull'industria dell'erotismo dal titolo Nudi per vivere, uscito in realtà come realizzato dal regista immaginario Elio Montesti (nome composto dai nomi degli autori reali: Elio stava per Petri, Mont per Montaldo e esti per Questi). Successivamente, nel 1965, si cimentò, ancora con Mastroianni, nel fantascientifico La decima vittima, ispirato a un racconto di Robert Sheckley, affermato autore statunitense del genere fantastico.
A quel punto, le difficoltà con i grandi produttori lo spinsero a lavorare con produttori esordienti, come nel caso di A ciascuno il suo (1967), tratto da un romanzo di Leonardo Sciascia e interpretato da Gian Maria Volonté, Irene Papas e Gabriele Ferzetti. Nel film emergeva con chiarezza una propensione al cinema d'impegno civile (o cinema politico) che troverà compiuta espressione nella "trilogia sulla nevrosi" degli anni settanta.
A seguire realizzò il film Un tranquillo posto di campagna (1968), allegoria sul ruolo dell'artista nella società contemporanea ispirata al romanzo breve La bella adescatrice di Oliver Onions, e un episodio del film militante Documenti su Giuseppe Pinelli (1970), singolare e magistrale esempio di cinema di impegno civile.

### La trilogia della nevrosi
Nello stesso anno (1970) Petri firmò il suo film più noto, il primo capitolo della cosiddetta trilogia della nevrosi: Indagine su un cittadino al di sopra di ogni sospetto (che rappresenta il senso di onnipotenza dato dal potere: nevrosi del potere), con un Gian Maria Volonté in stato di grazia nel ruolo di un commissario di polizia che uccide la propria amante (Florinda Bolkan) ma che, nonostante si dichiari colpevole, non viene di fatto punito dai colleghi, preoccupati di difendere la reputazione dell'apparato. Il film ottenne un grandissimo consenso da parte del pubblico e l'anno seguente si aggiudicò l'Oscar al miglior film straniero.
Gli altri due capitoli della trilogia della nevrosi sono: La classe operaia va in paradiso (1971), corrosiva satira sulla vita degli operai nelle fabbriche (nevrosi del lavoro), con cui nel 1972 (ex aequo con Il caso Mattei di Francesco Rosi, sempre con Volonté protagonista) conquistò la Palma d'oro a Cannes, e a seguire La proprietà non è più un furto (1973), con Ugo Tognazzi e Flavio Bucci come protagonisti, che rappresenta un'analisi a sfondo grottesco sulla proprietà e sul denaro (nevrosi del denaro).
Elio Petri appare in due camei nei suoi film: in Indagine su un cittadino al di sopra di ogni sospetto, s'intravede brevemente seduto tra coloro che assistono al discorso di insediamento del commissario alla direzione dell'ufficio politico; ne Le mani sporche, s'intravede nella prima parte dello sceneggiato nel ruolo di uno dei partecipanti a una riunione di partito, dove, insieme con altri, è intento a scendere le scale e a congedarsi da un altro membro del partito.

### Todo modo
Nel 1976 Petri portò al cinema un altro romanzo di Sciascia, Todo modo, tratto dal romanzo omonimo, che racconta il grottesco decadimento di una classe dirigente nella descrizione di un'assise dei vertici della Democrazia Cristiana presso un albergo-eremo allo scopo di praticare degli esercizi spirituali. Il film si avvale delle interpretazioni di Gian Maria Volontè, Marcello Mastroianni, Ciccio Ingrassia e Mariangela Melato e delle musiche di Ennio Morricone.
Parallelamente alla creazione del film Petri scrive la sua unica opera teatrale Giacobbe o Elaborazione di un'ossessione, ritrovata e pubblicata nel 2024.

### Le ultime opere
Due anni dopo (1978) diresse, per la Rai, l'adattamento televisivo (in tre parti) del capolavoro teatrale di Jean-Paul Sartre, Le mani sporche, con Marcello Mastroianni e Giovanni Visentin protagonisti.
Il film successivo, Buone notizie (1979), con Giancarlo Giannini e Ángela Molina protagonisti, è all'insegna di un pessimismo ormai inguaribile e pregno di propensioni metafisiche. Nel 1980 (dopo un tentativo, fallito tre anni prima, di portare in scena l'Anfitrione di Plauto) Petri esordisce nel mondo del teatro, curando la regia de L'orologio americano, opera del drammaturgo statunitense Arthur Miller; la prima europea si tenne al Teatro Duse di Genova ed ebbe tra gli interpreti Lino Capolicchio, Ferruccio De Ceresa, Claudio Gora, Camillo Milli, Eros Pagni, Marzia Ubaldi.
Nel 1982 Petri si accingeva a girare con Mastroianni Chi illumina la grande notte ma, ammalato di cancro, morì il 10 novembre all'età di 53 anni, senza poter dare inizio alle riprese. È tumulato presso il cimitero Flaminio di Prima Porta a nord di Roma, accanto alla tomba del padre.

## Archivio
L’archivio personale di Elio Petri è conservato a Torino presso l’Archivio Storico del Museo Nazionale del Cinema.

## Filmografia

### Regista

#### Cinema
- Nasce un campione (cortometraggio, 1954)
- I sette contadini (cortometraggio, 1957)
- L'assassino (1961)
- I giorni contati (1962)
- Il maestro di Vigevano (1963)
- Nudi per vivere (documentario, 1963)
- Alta infedeltà (1964), episodio: Peccato nel pomeriggio
- La decima vittima (1965)
- A ciascuno il suo (1967)
- Un tranquillo posto di campagna (1968)
- Indagine su un cittadino al di sopra di ogni sospetto (1970)
- Documenti su Giuseppe Pinelli (1970), episodio: Tre ipotesi sulla morte di Giuseppe Pinelli
- La classe operaia va in paradiso (1971)
- La proprietà non è più un furto (1973)
- Todo modo (1976)
- Buone notizie (1979)

#### Televisione
- Le mani sporche (1978) - miniserie TV

### Sceneggiatore

#### Cinema
- Un marito per Anna Zaccheo, regia di Giuseppe De Santis (1953)
- Donne proibite, regia di Giuseppe Amato (1954)
- Giorni d'amore, regia di Giuseppe De Santis (1954)
- Nasce un campione (1954) - cortometraggio
- Quando tramonta il sole, regia di Guido Brignone (1956)
- Uomini e lupi, regia di Giuseppe De Santis (1957)
- La strada lunga un anno, regia di Giuseppe De Santis (1959)
- Le notti dei teddy boys, regia di Leopoldo Savona (1959)
- Il treno senza orario (Vlak bez voznog reda), regia di Veljko Bulajić (1959)
- L'impiegato, regia di Gianni Puccini (1960)
- Vento del sud, regia di Enzo Provenzale (1960)
- La garçonnière, regia di Giuseppe De Santis (1960)
- L'assassino (1961)
- I giorni contati (1962)
- I mostri, regia di Dino Risi (1963)
- Il maestro di Vigevano (1963)
- Alta infedeltà (1964) - episodio Peccato nel pomeriggio
- La decima vittima (1965)
- A ciascuno il suo (1967)
- Un tranquillo posto di campagna (1968)
- Indagine su un cittadino al di sopra di ogni sospetto (1970)
- Documenti su Giuseppe Pinelli (1970) - episodio Tre ipotesi sulla morte di Giuseppe Pinelli
- La classe operaia va in paradiso (1971)
- La proprietà non è più un furto (1973)
- Todo modo (1976)
- Buone notizie (1979)

#### Televisione
- Le mani sporche (1978) - miniserie TV

### Produttore
- Buone notizie (1979)

### Montatore
- Nudi per vivere (1964) - documentario

### Aiuto regista
- Roma ore 11, regia di Giuseppe De Santis (1952)
- Un marito per Anna Zaccheo, regia di Giuseppe De Santis (1953)
- Giorni d'amore, regia di Giuseppe De Santis (1954)
- L'impiegato, regia di Gianni Puccini (1960)

## Pubblicazioni
- Roma ore 11, Roma e Milano, Sellerio Editore Palermo, 2004  [1956].
- L'assassino, con Tonino Guerra, Milano, Zibett, 1962.
- Indagine su un cittadino al di sopra di ogni sospetto, con Ugo Pirro, Roma, Tindalo, 1970.
- La proprietà non è più un furto, con Ugo Pirro, Milano, Bompiani, 1973.
- Jean A. Gili (a cura di), Scritti di cinema e di vita, Roma, Bulzoni Editore, 2007.
- (EN) Writings On Cinema & Life, con Jean A. Gili, New York, Contra Mundum Press, 2013.
- Giacobbe o Elaborazione di un'ossessione. Testo teatrale inedito, a cura di Roberto Chiesi e Alfredo Rossi, Milano-Udine, Mimesis, 2024-

## Riconoscimenti
- Premio Oscar
  - 1972 – Candidatura per la miglior sceneggiatura originale per Indagine su un cittadino al di sopra di ogni sospetto
- Golden Globe
  - 1971 – Candidatura per il miglior film straniero: Indagine su un cittadino al di sopra di ogni sospetto
- David di Donatello
  - 1970 – Miglior film per Indagine su un cittadino al di sopra di ogni sospetto
  - 1972 – Miglior film per La classe operaia va in paradiso
- The Edgar Awards
  - 1971 – Migliore sceneggiatura per Indagine su di un cittadino al di sopra di ogni sospetto
- Festival di Cannes
  - 1967 – Premio per la sceneggiatura per A ciascuno il suo
  - 1970 – Grand Prix Speciale della Giuria per Indagine su un cittadino al di sopra di ogni sospetto
  - 1972 – Palma d'oro per La classe operaia va in paradiso
- Festival di Mar del Plata
  - 1962 – Miglior film per I giorni contati
- Festival internazionale del cinema di Berlino
  - 1969 – 'Orso d'Argento nella categoria miglior film per Un tranquillo posto di campagna
- Nastro d'argento
  - 1962 – Miglior soggetto originale per I giorni contati
  - 1968 – Regista del miglior film per A ciascuno il suo
  - 1968 – Migliore sceneggiatura per A ciascuno il suo
  - 1971 – Regista del miglior film per Indagine su un cittadino al di sopra di ogni sospetto
  - 1971 – Miglior soggetto originale per Indagine su un cittadino al di sopra di ogni sospetto

## Omaggi
- Nel 2005 gli è stato dedicato il documentario Elio Petri. Appunti su un autore di Federico Bacci, Nicola Guarneri e Stefano Leone, presentato alle Giornate degli Autori alla Mostra del Cinema di Venezia dello stesso anno.
- Nel 2019, anno del novantesimo anniversario della sua nascita, viene intitolato a Petri un premio cinematografico, nel contesto del Festival del cinema di Porretta Terme, nella piccola cittadina dell'appennino bolognese in cui il regista nel 1971 presentò in anteprima mondiale, in compagnia del protagonista Gian Maria Volonté, La classe operaia va in paradiso all'allora Mostra internazionale del cinema libero.[11] Il lancio della nuova iniziativa si è tenuto durante l'edizione dello stesso anno della Festa del Cinema di Roma, in una conferenza stampa alla presenza di Paola Petri, in cui sono stati comunicati i film finalisti selezionati dalla giuria presieduta da Walter Veltroni e composta da Steve Della Casa, David Grieco, Giacomo Manzoli, Giuliano Montaldo, Alfredo Rossi e Paola Petri.[12][13][14]